# Тантави, Мухаммед Хусейн
Мухаммед Хусейн Тантави Сулейман (араб. محمد حسين طنطاوى سليمان‎); (31 октября 1935 — 21 сентября 2021) — египетский военный деятель, министр обороны и военной промышленности Египта (1991—2012) (временно исполняющий обязанности министра с 11 февраля 2011 года), фельдмаршал (1991). 11 февраля 2011 года стал председателем Высшего совета Вооружённых сил, фактически — временным главой египетского государства до проведения досрочных выборов.
В армии с 1956 года. Участник арабо-израильских войн, а также Войны в Заливе (на стороне США). Служил военным атташе в Пакистане. С 1991 года — министр обороны.
Во время Египетской революции 2011 года назывался в качестве возможного главы переходного правительства. После отставки Хосни Мубарака власть в стране официально (но вопреки Конституции АРЕ) была передана Высшему совету Вооружённых сил.
12 августа 2012 года был отправлен в отставку указом президента Мурси.
Умер 21 сентября 2021 года.

## Награды
- Награды Египта:
  - Орден Нила
  - Орден Освобождения
  - Военный орден Республики
  - Военная эвакуационная медаль
  - Военная медаль независимости
  - Медаль Победы
  - Медаль 25 апреля 1982 года (Медаль освобождения Синая)
  - Военная медаль Мужества
  - Медаль воинской обязанности
  - Медаль Подготовки
  - Медаль Безупречной службы
  - Медаль За выслуги лет и хорошую службу
  - Медаль Дружбы плотины Асуан
  - Мемориальная медаль 6 октября
  - Медаль освобождения Кувейта
  - Памятная медаль Дня армии
  - Юбилейная медаль 10 лет Революции
  - Юбилейная медаль 20 лет Революции
- Награды других государств:
  - Медаль освобождения (Кувейт)
  - Боевая медаль (Саудовская Аравия)
  - Медаль освобождения Кувейта (Саудовская Аравия)